# Orban-Oszillator
Der Orban-Oszillator beruht auf einer Reaktion von Kaliumthiocyanat mit einer alkalischen Wasserstoffperoxidlösung, die von Kupfer(II)-sulfat katalysiert wird. Die bei dieser Reaktion entstehenden Zwischenprodukte führen zu Rückkopplungen, die für die oszillierende Reaktion Voraussetzungen sind. Es findet ein rhythmischer Farbwechsel zwischen farblos und gelbbraun statt. Diese chemische Uhr wurde 1986 von Miklós Orbán, Eötvös Universität, Budapest (et al.) beschrieben.

## Reaktionsgleichungen
Für die Reaktion von Kaliumthiocyanat mit Wasserstoffperoxid ergibt sich folgende Gesamtgleichung:
{\displaystyle \mathrm {4\;H_{2}O_{2}+SCN^{-}\longrightarrow NH_{4}^{+}+HSO_{4}^{-}+HCO_{3}^{-}+H_{2}O} }
Wasserstoffperoxid reagiert in einer Disproportionierungsreaktion mit den Kupferionen aus dem Kupfer(II)-sulfat zu elementarem Sauerstoff und Wasser.
{\displaystyle \mathrm {4\;H_{2}O_{2}+5\ Cu^{2+}+15\ OH^{-}\longrightarrow 5\ [Cu(OH)_{3}]^{-}+2\ O_{2}+4\ H_{2}O} }
Der gesamte Reaktionsmechanismus ist sehr komplex und setzt sich aus ca. 30 Teilreaktionen zusammen.

## Oszillierende Chemilumineszenz mit dem Orban-Oszillator
Kombiniert man den Orban-Oszillator mit Luminol, so findet unter bestimmten Versuchsbedingungen eine oszillierende Chemilumineszenz statt. Hierbei wird Luminol mit Wasserstoffperoxid über einen Kupfer(II)-Komplex als Katalysator oxidiert, wobei ein rhythmisches blaues Leuchten auftritt. Der genaue Reaktionsmechanismus ist noch unbekannt.
Fügt man zusätzlich einen Fluorophor hinzu, so ändert sich die Farbe des emittierten Lichtes. Rhodamin B führt zu einem rot-violetten Leuchten. Thiazolgelb liefert ein gelbliches bis grünes Leuchten.